# Jáchymka
Jeskyně Jáchymka (též zvaná Evina) se nachází na území Adamova v Josefovském údolí ve střední části CHKO Moravský kras v údolí Křtinského potoka, jehož vodami byla vytvořena. Lidé jeskyni využívali už od pravěku, své jméno získala od poustevníka Joachyma, který v ní žil v 19. století. Prochází jí turistická značená cesta (modrá značka) trasy z Adamova směrem k Býčí skále, Kostelíku a do Křtin. V jeskyni byl těžen netopýří trus – guano, používaný jako hnojivo. Při archeologickém výzkumu zde bylo nalezeno velké množství kostí fosilních savců, z nichž nejvýznamnější byl nález kostí psovité šelmy dhoula z doby pozdního pleistocénu, nazvaného Cuon europaeus, jehož dvě sestavené kostry jsou světovým unikátem a jsou uloženy v Moravském muzeu v Brně.
Na jaře 2024 zahnízdil na jeskyni sokol stěhovavý (do té doby využívající blízkou Býčí skálu), takže ochranáři kvůli hnízdu dočasně odklonili turistickou trasu vedoucí kolem Jáchymky.

## Okolní jeskyně

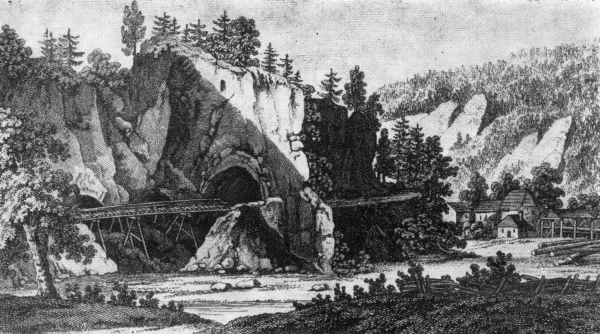
Evina jeskyně v roce 1826

V bezprostředním okolí jeskyně se nachází několik dalších zajímavých jeskyní:
- Býčí skála – druhá nejdelší jeskyně Moravského krasu, proslulá významnými archeologickými nálezy. Celoročně nepřístupná.
- Kostelík – průchozí jeskyně volně přístupná.
- Výpustek – v jeskyni se nachází bývalý protiatomový kryt. Jeskyně je celoročně přístupná.